# Arenal
Arenal là một khu tự quản thuộc tỉnh Bolívar, Colombia. Thủ phủ của khu tự quản Arenal đóng tại Arenal Khu tự quản Arenal có diện tích ki lô mét vuông. Đến thời điểm ngày 28 tháng 5 năm 2005, khu tự quản Arenal có dân số người.